# Uluzziano
L' Uluzziano è una cultura archeologica di transizione tra il paleolitico medio e il paleolitico superiore, rinvenuta in Italia e Grecia.

## Descrizione
Le novità che distinguono il Musteriano dall'Uluzziano sono “nuove” tipologie di manufatti litici, prevalentemente a dorso, ovvero microliti lunghi e curvi con un lato regolarizzato (il dorso) tramite ritocco, e un aumento di pezzi scheggiati, segno di una produzione rapida e utilitaristica, poco standardizzata. Inoltre, nei siti uluzziani compaiono per la prima volta in Italia ornamenti personali legati alla cultura simbolica, che troveranno poi ampia diffusione nel corso del paleolitico superiore. Questi ornamenti sono composti esclusivamente da conchiglie con un foro intenzionale per la sospensione.
Gli unici resti umani associati all'Uluzziano sono stati attribuiti a esseri umani moderni, anziché a Neanderthal come si pensava in precedenza, ritrovati nella Grotta del Cavallo nel Salento. La posizione dell'Uluzziano in sequenze stratificate, sempre sovrapposte agli strati del tardo musteriano e sottostanti a quelli del paleolitico superiore, ne evidenzia l'importanza nella comprensione del passaggio dal paleolitico medio al paleolitico superiore, nonché della sostituzione dei Neanderthal con gli esseri umani moderni nell'Europa mediterranea sud-orientale.
L'ullizziano è una delle culture che segnano la transizione al paleolitico medio al paleolitico superiore in Europa, al pari del  Castelperioniano in Francia, la Bachokiriana in Bulgaria, la Bohuniciana in Boemia e del proto-aurignaziano.

## Datazione
Questa cultura è stata datata ad un periodo compreso tra 45 000 e circa 39 500 anni dal presente (BP - Before Present in inglese), una data comunque prencededente all'eruzione dell'Ignimbrite campana.

## Estensione geografia
Questa facies culturale, dinita a partire dai reperti ritrovati nella Grotta del Cavallo scoperta nel 1960 nel Salento, in Italia si estende dal Veneto alla Puglia, ed è presente anche in Argolide in Grecia.

## Caccia
La ricerca sulle ossa animali ritrovate nei sedimenti uluzziani di tre diversi siti italiani, Riparo di Uluzzo C, Grotta di Roccia San Sebastiano e Riparo del Broion, ha trovato che l'animale maggiormente predato era il Cervus elaphus.